# علم اليوم والليلة
علم اليوم والليلة علم يبحث فيه عن اختلاف الليل والنهار ومقدار زمانهما وأيهما أقدم في الوجود وأفضل من الآخر وما يتصل بذلك. والغرض والغاية منه ظاهران. وموضوعه الزمان من حيث كونه منحصرا في الأيام والليالي.
ويقول في أبجد العلوم، وقد أقسم الله سبحانه بهما في كتابه وأناط الأحكام الشرعية باختلافهما فقال وَالشَّمْسِ وَضُحَاهَا، وَالْقَمَرِ إِذَا تَلاهَا، وَالنَّهَارِ إِذَا جَلَّاهَا، وَاللَّيْلِ إِذَا يَغْشَاهَا. وقال وَاللَّيْلِ إِذَا يَغْشَى، وَالنَّهَارِ إِذَا تَجَلَّى. وقال وَالضُّحَى، وَاللَّيْلِ إِذَا سَجَى، فقدم النهار مرة والليل أخرى وأخر الليل تارة وقدم النهار كرة بعد أولى.
قيل، اليوم عبارة عن عود الشمس بدوران الكل إلى دائرة قد فرضت. وقد اختلف فيه فجعله العرب من غروب الشمس إلى غروبها من الغد من أجل أن شهور العرب مبنية على مسير القمر وأوائلها مقيدة برؤية الهلال والهلال يرى لدن غروب الشمس صارت الليلة عندهم قبل النهار. وعند الفرس والروم اليوم بليلته من طلوع الشمس بارزة من أفق الشرق إلى وقت طلوعها من الغد فصار النهار عندهم قبل الليل. واحتجوا على قولهم بأن النور وجود الظلمة عدم والحركة تغلب على السكون لأنها وجود لا عدم وحياة لا موت والسماء أفضل من الأرض والعامل الشاب أصح والماء الجاري لا يقبل العفونة كالراكد. واحتج الآخرون بأن الظلمة أقدم من النور والنور طار عليها فالأقدم يبدأ به وغلبوا السكون على الحركة [...] وقالوا الحركة إنما هي للحاجة والضرورة والتعب نتيجة الحركة والسكون إذا دام في الاستقصاءات مدة ولم يولد فسادا فإذا دامت الحركة في الاستقصاءات واستحكمت فسدت وذلك كالزلازل والعواصف والأمواج وشبهها.
وفي بدائع الفوائد للحافظ ابن القيم عن ابن عباس قال: ما من يوم إلا وليلته قبله إلا يوم عرفة فإن ليلته بعده. وهذا مما اختلف فيه فحكي عن طائفة أن ليلة اليوم بعده والمعروف عند الناس أن ليلة اليوم قبله.
ومنهم من فصل بين الليلة المضافة إلى اليوم كليلة الجمعة والسبت والأحد وسائر الأيام والليلة المضافة إلى مكان أو حال أو فعل كليلة عرفة وليلة النفر ونحو ذلك فالمضافة إلى اليوم قبله والمضافة إلى غيره بعده واحتجوا بهذا الأثر المروي عن ابن عباس رضي الله عنهما ونقض عليهم بليلة العيد والذي فهمه الناس قديما وحديثا من قول النبي صلى الله عليه وآله وسلم لا تخصوا يوم الجمعة بصيام من بين الأيام ولا ليلة الجمعة بقيام من بين الليالي، أنها الليلة التي يسفر صبحها عن يوم الجمعة فإن الناس يتسارعون إلى تعظيمها وكره التعبد فيها عن سائر الليالي فنهاهم صلى الله عليه وسلم عن تخصيصها بالقيام كما نهاهم عن تخصيص يومها بالصيام.